# پرگرادینکا
پرگرادینکا (به لاتین: Pregradinka) یک منطقهٔ مسکونی در روسیه است که در سرزمین آلتای واقع شده‌است.